# Légendes d'automne
Pour plus de détails, voir Fiche technique et Distribution.
Légendes d'automne (Legends of the Fall) est un mélodrame américain de 1994 adapté du roman de Jim Harrison. Réalisé par Edward Zwick, il a comme acteurs principaux, Brad Pitt, Anthony Hopkins et Aidan Quinn. L'histoire se déroule dans le Montana des années 1910-1920 et est centrée sur la vie de la famille Ludlow.

## Synopsis
Dans le Montana dans les années 1960, un vieil indien raconte l'histoire de la famille Ludlow.
Trois frères ont été élevés dans un ranch au cœur du Montana par leur père William Ludlow, un colonel en retraite qui a quitté l’armée car il ne supportait plus la façon dont le « gouvernement » traitait les Amérindiens : il y a Alfred, l’aîné, très sérieux et paraissant plus âgé qu'il ne l'est, Samuel, le plus jeune, dont les frères sont prêts à tout pour le protéger et Tristan, un garçon sauvage qui a grandi selon les rites indiens de la chasse. Ce dernier fera une dangereuse rencontre avec un grizzli au cours de laquelle il sera blessé, mais réussira à arracher une griffe à la patte de l'ours.
Vivent aussi au ranch Decker, un homme recherché mais protégé par la famille Ludlow, et sa femme Pet avec leur fille Isabelle II (la mère des fils Ludlow s'appelant elle-même Isabelle, mais ayant quitté son mari pour vivre « en ville » car plutôt mondaine, elle ne supportait plus cette vie dans une contrée sauvage et reculée ), ainsi que le narrateur, un chasseur cree surnommé « Un Coup », ami de jeunesse du colonel.
Des années plus tard, Samuel présente sa fiancée Susannah à sa famille, et notamment à ses deux frères qui tombent immédiatement sous son charme et il est évident que, bien que fiancée à Samuel, Susannah est aussi troublée par le charme sauvage de Tristan.
Quand la Première Guerre mondiale éclate, les trois frères partent se battre en Europe en se promettant de protéger leur jeune frère Samuel (qui était le plus décidé à aller se battre contre le Kaiser). Mais Samuel, malgré les efforts de Tristan, meurt au combat dans ses bras. Cette disparition provoque l'effondrement de la famille et le réveil d'anciennes douleurs refoulées. Susannah reste vivre au ranch de la famille Ludlow, tandis qu'Alfred, qui lui fait une déclaration d'amour, se voit éconduit. Tristan, quant à lui, n'est pas encore de retour de la guerre.
Au retour de Tristan, Susannah et lui se déclarent leur passion réciproque, ont une relation physique, et envisagent de se marier. Mais, Tristan, traumatisé par la mort de son frère, et de ce fait régulièrement sujet à différents troubles émotionnels, ne s'implique jamais véritablement dans une telle relation. Et aux dires de « Un Coup », c'est l'esprit de l'ours qui ressort en Tristan.
Pendant ce temps, Alfred, qui s'est éloigné de sa famille et du ranch, se lance dans une carrière politique, au grand dam de son père qui voue une haine viscérale à l'administration (le « Gouvernement ») qu’il tient pour responsable du traitement des Amérindiens.
Tristan finit par s'en aller chasser ses propres démons à travers de multiples voyages durant plusieurs années sans donner beaucoup de nouvelles sauf une dernière lettre à Susannah où il lui dit seulement « Je suis mort, tout ce qu’il y eut entre nous est mort, marie-toi avec un autre homme ». Désespérée et de guerre lasse, Susannah finit par quitter le ranch pour se marier avec Alfred, toujours épris, devenu depuis député au Congrès.
À son retour des années plus tard, Tristan retrouve un père amoindri par une attaque cérébrale qui l'a partiellement paralysé et rendu quasiment aphasique. Croyant retrouver Susannah, il apprend qu’elle a épousé Alfred et s’y résigne néanmoins avec tristesse (« c’est dans l’ordre des choses »). Tristan retrouve une Isabelle II devenue femme, qui n'a jamais cessé de l'aimer. Il est séduit par son charme et sa jeunesse, l'épouse et lui donne deux enfants, mais il reste malgré tout une profonde tendresse et un trouble réciproque entre Susannah et lui.
Susannah et Alfred qui ne viennent plus au ranch, n'ont de leur côté pas d'enfant et le retour de Tristan sème la confusion dans leur couple du fait de l’affection qu’elle éprouve encore pour Tristan.
Tristan semble enfin vivre heureux, l'esprit de l'ours s'étant calmé. Mais sa femme Isabelle II est tuée  lors d'une altercation avec des policiers corrompus, pour une sombre affaire de trafic d'alcool (c’est l’époque de la prohibition) impliquant Tristan. À la suite de cet incident, Tristan accepte, pour calmer les esprits et protéger sa famille, de purger une peine de 30 jours de prison, et c'est à ce moment-là qu'il reçoit la visite de Susannah. Cette dernière, qui avait dit pouvoir l'attendre toute une vie tant elle l'aimait, lui avoue avoir été profondément bouleversée par son retour. Après être libéré de prison, Tristan décide de se venger. Avec l'aide de Decker, le père d'Isabelle, il tue les responsables du meurtre de cette dernière. Au même moment, lors d'une réception chez Alfred, Susannah n'ayant pas eu de réponse aux aveux qu'elle avait faits à Tristan, et se sentant coupable à tort de la mort de Samuel et d'Isabelle, se suicide avec un revolver dans sa chambre.
Alfred ramène alors le cercueil de sa défunte épouse au ranch en écrivant préalablement à Tristan « tu as gagné, je te la ramène ». En revenant de l'enterrement, Tristan décide de partir une fois de plus pour éviter de causer des problèmes à sa famille. Mais ses ennuis l'ont déjà rattrapé, le shérif et ses hommes corrompus sont venus au ranch dans la ferme intention d'en finir avec Tristan. Le colonel Ludlow, bien que très vieux, faisant preuve d'une force insoupçonnée, tire alors sur deux des trois policiers et les tue. Alors que le shérif s'apprête à répondre au tir, Tristan fait barrage pour protéger son père en s'interposant entre ce dernier et le tireur. C'est à ce moment-là qu'un troisième tir retentit, mais ce n'est pas Tristan qui est touché, mais bien le shérif. On découvre alors que le tireur inattendu et caché n'est autre qu'Alfred.
Cette participation active d'Alfred à la fusillade a pour conséquence de réconcilier les membres rescapés de la famille, et notamment les deux frères. Alfred regagne aussi, par son geste courageux, le respect et l'amour de son vieux père.
Afin de protéger sa famille, Tristan prend la fuite, sachant que la responsabilité de cette tuerie lui sera reprochée, mais confie la garde et l'éducation de ses enfants à son frère Alfred, qui l'accepte et jure d'en être digne.
En 1963, Tristan très âgé chasse dans la forêt, son cheval prend peur et s'enfuit, un ours (qui semble être « son ours ») apparaît. Tristan l'affronte pour finir dans une étreinte mortelle. « Un Coup » dit qu'il a eu une belle mort.

## Fiche technique
- Titre français : Légendes d'automne
- Titre original : Legends of the Fall
- Réalisation : Edward Zwick
- Scénario : Susan Shilliday et William D. Wittliff, d'après la nouvelle de Jim Harrison
- Musique : James Horner
- Photographie : John Toll
- Montage : Steven Rosenblum
- Décors : Lilly Kilvert (en)
- Production : Marshall Herskovitz, William D. Wittliff, Edward Zwick, Jane Bartelme, Sarah Caplan et Patrick Crowley
- Société de production : TriStar
- Budget : 30 millions de dollars
- Pays de production :  États-Unis
- Langue originale : anglais
- Format : couleurs - 1,85:1 - Dolby Stéréo - SDDS - 35 mm
- Genre : drame, romance
- Durée : 133 minutes
- Dates de sortie :
  - États-Unis : 23 décembre 1994 (sortie limitée) ; 13 janvier 1995 (sortie nationale)
  - Canada : 13 janvier 1995
  - France : 5 avril 1995

## Distribution
- Brad Pitt :  (VF : Bernard Perpète ; VQ : Daniel Picard)  : Tristan Ludlow
- Anthony Hopkins :  (VF : Gabriel Cattand ; VQ : Vincent Davy)  : le colonel William Ludlow
- Aidan Quinn :  (VF : Luc Boulad ; VQ : Jean-Luc Montminy)  : Alfred Ludlow
- Julia Ormond :  (VF : Nathalie Juvet ; VQ : Geneviève De Rocray)  : Susannah Fincannon Ludlow
- Henry Thomas (VF : Sylvain Goldberg ; VQ : Sébastien Dhavernas)  : Samuel Ludlow
- Karina Lombard : Isabel Decker Ludlow
- Tantoo Cardinal : Pet
- Gordon Tootoosis : (VQ : Serge Bossac) : « Un Coup » (One Stab en VO)
- Paul Desmond :  (VF : Marc François ; VQ : Alain Sauvage)  : Roscoe Decker
- Christina Pickles :  (VF : Christine Delaroche ; VQ : Danièle Panneton) : Isabel Ludlow
- Robert Wisden : (VQ : Pierre Auger) : John T. O'Banion
- John Novack (en) : (VQ : Mario Desmarais) : James O'Banion
- Kenneth Welsh : (VQ : Yvon Thiboutot) : le shérif Tynert
- Bill Dow : Longley
- Sam Sarkar : Rodriguez
- Bart : le grizzly

 Source et légende : version québécoise (VQ) sur Doublage.qc.ca

## Production

### Choix des interprètes
Johnny Depp refusa le rôle de Tristan Ludlow.

## Accueil
Lors de sa sortie, le film fut fraichement accueilli par la critique de presse, ainsi Thierry Jousse des Cahiers du cinéma écrit « le film est empreint d’une étonnante mollesse ». J.-P. R. dans le journal Le Monde note que le film « se compose pour l’essentiel d’une succession de cartes postales mièvres et emphatiques, entrecoupées de scènes de retrouvailles familiales ». Olivier De Bruyn dans la revue Positif écrit : « Edward Zwick enchaîne ici poussivement des situations convenues. Les acteurs, mal dirigés, font preuve d’une conviction minimale. » Et Joshka Schidlow de Télérama note : « Ce film n'est que la laborieuse illustration d’une suite convulsive d’événements dramatiques ».

## Distinctions
- Oscar de la meilleure photographie et nomination aux Oscars  de la meilleure direction artistique (Lilly Kilvert et Dorree Cooper) et meilleur  son (Paul Massey, David E. Campbell, Chris David et Douglas Ganton) en 1995.
- Nomination au Golden Globes du meilleur film dramatique, meilleur réalisateur de long métrage, meilleure bande originale de film et meilleur acteur de film dramatique (Brad Pitt) en 1995.